# UFC Fight Night: Anderson vs. Błachowicz 2
UFC Fight Night: Anderson vs. Błachowicz 2 (även UFC Fight Night 167 och UFC on ESPN+ 25) var en MMA-gala som arrangerades av UFC och ägde rum 15 februari 2020 i Rio Rancho, NM, USA.

## Bakgrund
En match i lätt tungvikt mellan Corey Anderson och den före detta KSW-mästaren i lätt tungvikt Jan Błachowicz stod som huvudmatch.

### Ändringar
Ramazan Emeev var planerad att möta Tim Means vid galan, men Emeev ströks från matchen av okänd anledning i slutet av januari och ersattes av UFC-nykomlingen Daniel Rodriguez.
Den före detta UFC-mästaren i flugvikt, Nicco Montaño var planerad att möta Macy Chiasson i bantamvikt, men veckan innan galan tvingades Montaño dra sig ur på grund av skada och ersattes av UFC-nykomlingen Shanna Young.

### Invägning
Vid invägningen streamad på Youtube vägde utövarna följande:
1. ↑  Ray Borg vägde in 2 lb över maxvikt och fick böta 30% av sin purse till Bontorin.

## Bonusar
Följande MMA-utövare fick bonusar om 50 000 USD vardera:
- Fight of the Night: Scott Holtzman vs. Jim Miller
- Performance of the Night: Jan Błachowicz och Daniel Rodriguez